# قربان‌علی زنجانی
آخوند ملا قربان‌علی ارقینی (درگذشته ۱۶ ربیع‌الاول ۱۳۲۹، کاظمین) از علماء دینی طراز اول ایران و از مخالفین انقلاب مشروطه بود. او در شهر زنجان سکونت داشت و مردم زیادی از خطه آذربایجان از او تقلید می‌نمودند. او به دلیل تسلط بر مسائل فقهی و دانش وسیع دینی حجت‌الاسلام نامیده شد. در عصر او علمای معدودی به این لقب خوانده می‌شدند.

## زندگی‌نامه
در حدود ۱۲۴۰ (قمری) در روستای ارقین از توابع بخش سُجاسرود در شهرستان خدابنده استان زنجان متولد شد. پدرش کشاورزی معتقد و شیفته اهل بیت موسوم به علی عسکر بود و مادرش سارا نام داشت.
تحصیلات خود را در زنجان آغاز کرد. در حدود ۱۲۶۶ به نجف رفت و از محضر عالمانی چون صاحب جواهر، مرتضی انصاری، شیخ راضی و سید حسین کوه‌کمری سود جست. او به مدت دوازده سال نزد مرتضی انصاری تلمذ کرد تا به درجه اجتهاد رسید و پس از درگذشت انصاری در سال ۱۲۸۱ به زنجان بازگشت و به تربیت شاگرد و قضاوت و پاسخ به استفاتائات پرداخت. او دانش شرعی عمیق و محفوظاتی بسیار گسترده داشت و احتمالاً تنها مرجع تقلید زمان خود بود که هیأت استفتائیه نداشت و حتی بدون مراجعه به کُتُب، خود کتباً به تمام سؤال‌های شرعی پاسخ می‌داد.

ملا قربان‌علی ارقینی دربارهٔ مطالعه و تحصیلاتش می‌گفت: «برای من ایام تعطیل مفهومی نداشت.» و دربارهٔ استراحتش می‌گفت: «بادیه یا دیگ منفذداری را در حالی که پیه‌سوزی زیرش قرار می‌دادم و در مقابل خود قرار می‌دادم، و مدت خواب من اختصاص به دقایق یا ساعتی داشت که آن ظرف گرم گردد و مرا از خواب بیدار سازد که باز مطالعه‌ام آغاز شود. ایام تحصیل نجف روزهای تعطیل را جائی نرفته و در مدرسه می‌ماندم، پیش از رسیدن روز تعطیل در طول هفته ضمن درس و بحثی که داشتم مواظب طلاب بودم و دقت می‌کردم که آنان چه کتابی و کدام قسمت آن را درس ‍ می‌گیرند؟ آنگاه روزهای تعطیل همان قسمت‌ها را بدقت مرور می‌کردم تا اگر در روزهای تحصیل اشکال یا سؤالی از من شد در جواب عاجز نمانم.»
پس از شهادت وی نزدیکان وی نام خانوادگی خود را از ارقینی به شهیدی ارقینی تغییر دادند
ملا قربان‌علی به انقلاب مشروطه اعتقادی نداشت و با مشروطیت مبارزه می‌کرد. پس از فتح تهران و پیروزی مشروطه، دولت قوایی را به سرکردگی یپرم‌خان و سردار بهادر بختیاری جهت سرکوب و دستگیری ملا قربان‌علی به زنجان فرستاد. مشروطه‌خواهان قصد داشتند ملا را پس از دستگیری به تهران آورده و مانند شیخ فضل‌الله نوری محاکمه نماید، ولی با وساطت محمدکاظم خراسانی او را به کاظمین تبعید کردند.
ملا قربان‌علی در ۱۶ ربیع‌الاول ۱۳۲۹ (مصادف فروردین ۱۲۹۰) در کاظمین درگذشت و در همان شهر در نزدیکی قبر شیخ مفید به خاک سپرده شد.
ملا قربان‌علی به زهد و پرهیزگاری معروف بود و زندگی ساده و عدم علاقه او به مال‌اندوزی، او را مورد علاقه و احترام تمام مردم کرده بود. اما منتقدین نظر دیگری ابراز کرده وگفته شده که ملا قربانعلی در زمان حکومت شاهزاده یمین السلطان، موقوفه مسجد شاه زنجان را تصرف کرده و چون خواسته‌اند رسیدگی کنند وی بقدر سیصد نفر نوکر از ملا و سید وغیر ایشان چماق زن و مسلح داشته که به ریاست برادرزاده اش بود و به دارالحکومه حمله کرده و عده‌ای را مقتول نمودند.
او در طول زندگی خود همسری انتخاب کرد و فرزندی برجای نگذاشت. وی نه حاکمی را به حضور می‌پذیرفت و نه به ملاقات حاکمی می‌رفت. او رجال دیوانی قاجار را عادل نمی‌دانست و با هیچ یک از پادشاهان قاجار ملاقات نکرد. منتقدین او از جمله احمد کسروی با وجود تأکید بر استبداد خواهی او، وی را سلطنت‌طلب و طرفدار محمدعلی‌شاه معرفی نکرده‌اند.احمد کسروی در کتاب تاریخ مشروطه ایران با وجود اینکه در دانش ممتاز فقهی ملا قربانعلی تردیدی ندارد ، او را از ملایانی می داند که به کشور و توده و میهن توجهی نداشته و جز هوسهای آخوندی را دنبال نمی کرده است و اختیار مردم زنجان را در دست داشته و مانع از گراییدن آنان به مشروطه می شده است.
از او تألیفات زیادی باقی نمانده‌است و جز سه رساله «توضیح‌المسائل» و «سؤال و جواب» و «حاشیه بر مکاسب» تألیف دیگری ندارد.